# Đường tỉnh 113
Đường tỉnh 113 hay tỉnh lộ 113, viết tắt ĐT113 hay TL113, là đường tỉnh ở các huyện Mai Châu, Thuận Châu, tỉnh Sơn La, Việt Nam.

## Lộ trình
Tại huyện Phù Yên đường tỉnh 113 nối vào quốc lộ 37 ở xã Gia Phù. Đi về hướng tây, đường vượt sông Đà ở phà Tạ Khoa.
Đi qua huyện Bắc Yên sang huyện Mai Sơn đường nối vào quốc lộ 6 ở ngã ba đèo Chiềng Đông ở xã Cò Nòi, tuy tên đèo đặt theo tên xã Chiềng Đông, Yên Châu.
Năm 2017, bổ sung đoạn Sông Mã – Nậm Ty – Chiềng Phung – Cò Mạ dài 50 km vào Đường tỉnh 113. Sau khi bổ sung, Đường tỉnh 113 có tổng chiều dài là 93 km. Điểm đầu tại Nà Ớt (Km 35+160, Quốc lộ 4G thuộc Nà Ớt, Mai Sơn. Điểm cuối tại Km 91, Quốc lộ 4G thuộc thị trấn Sông Mã, huyện Sông Mã.
Năm 2021, Đường tỉnh 113 (Nà Ớt – Sông Mã – Co Mạ): điều chỉnh giảm tuyến 3,6 km theo dự án hoàn thành và UBND huyện Quỳnh Nhai đã bàn giao tài sản hạ tầng giao thông đường bộ cho Sở GTVT năm 2019.
Sau khi điều chỉnh, Đường tỉnh 113 (Nà Ớt – Sông Mã – Co Mạ) còn lại 89,5 km. Điểm đầu tại Km 35+160, Quốc lộ 4G thuộc Nà Ớt, Mai Sơn. Điểm cuối tại Km 8+980, 
Đường tỉnh 108 thuộc Co Mạ, Thuận Châu.